# Aristides Oeconomo

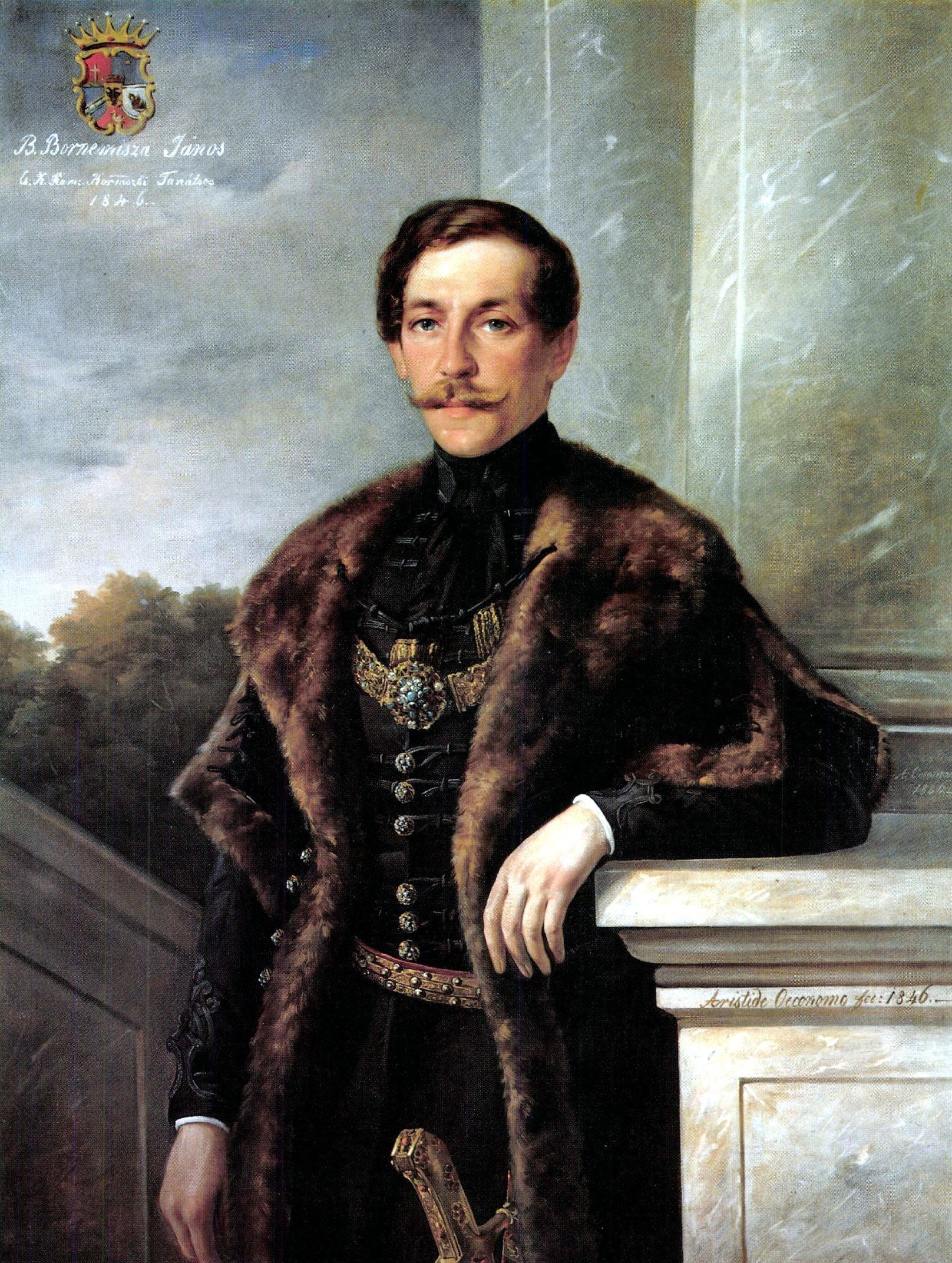
Porträt Baron Janosz Bornemisza, 1846

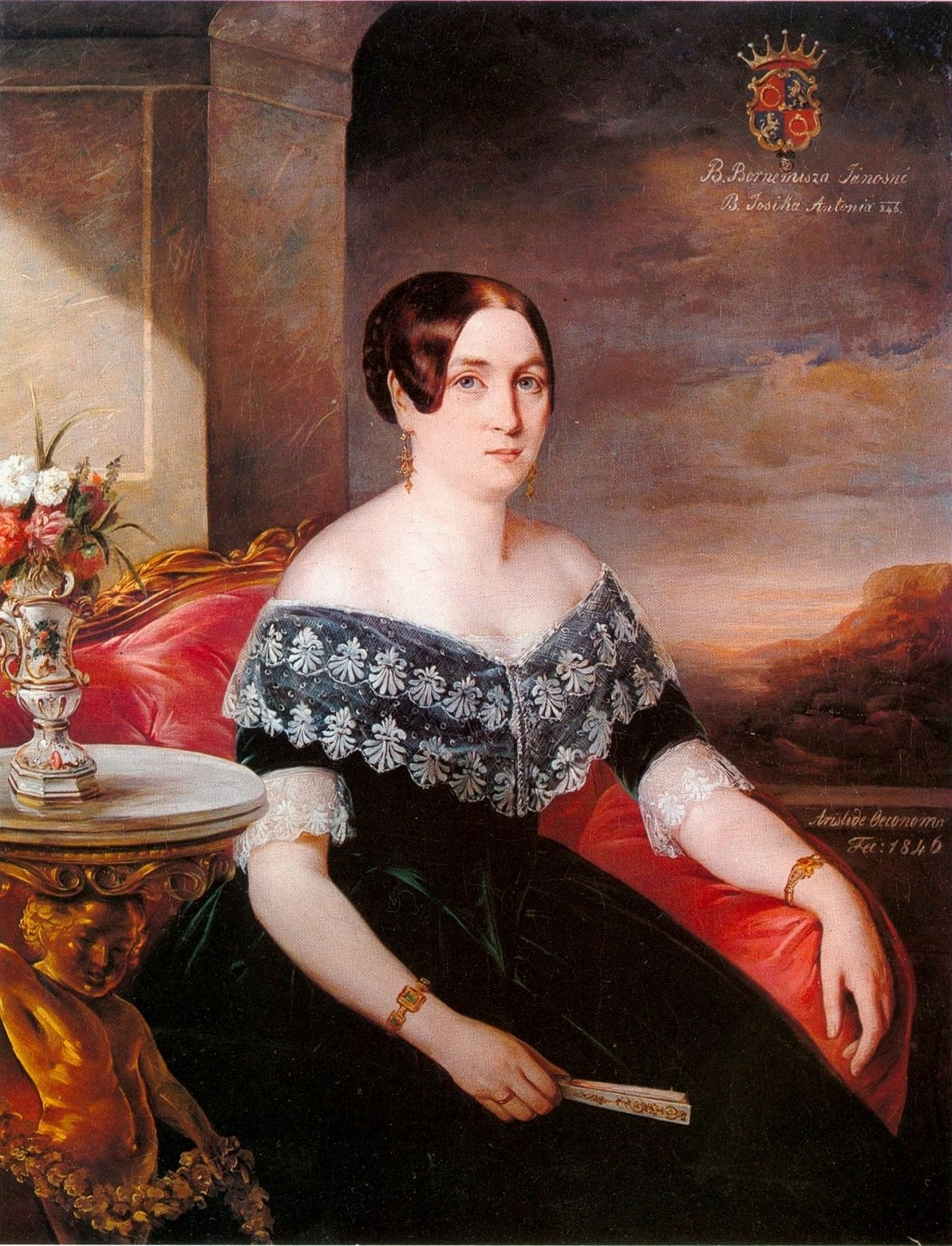
Porträt Baronesse Antónia Jósika Bornemisza, 1846

Aristides Oeconomo (* 1821 in Wien; † 31. Jänner 1887 in Athen) war ein österreichischer Porträtmaler griechischer Abstammung (Αριστείδης Οικονόμου).

## Leben
Aristides Oeconomo stammte aus der damals bedeutenden griechischen Diasporagemeinde in Wien. Er absolvierte ein Studium an der dortigen Akademie der bildenden Künste. Danach unternahm er eine Studienreise nach Venedig, wo er sich an der dortigen Accademia weiter in sein Fach vertiefte. Ab 1861 war er Mitglied des Wiener Künstlerhauses. Bis 1881 war er in Wien tätig, ehe er nach Athen ging, wo er sechs Jahre später starb. Sein Sohn Thomas (Θωμάς Οικονόμου, Wien 1864–1927 Athen) machte ab 1900 in Athen erfolgreich Karriere als Schauspieler, Theaterregisseur und Schauspiellehrer.

## Werke (Auswahl)
- Porträt Anton Freiherr Bourguignon von Baumberg, Vizeadmiral und Marinekommandant der k.u.k. Kriegsmarine, Öl auf Leinwand, ca. 100 × 50 cm, Heeresgeschichtliches Museum, Wien
- Porträt Baron Janosz Bornemisza, 1846, Öl auf Leinwand, 125 × 96,5 cm, Ungarisches Nationalmuseum, Budapest
- Porträt Baronesse Antónia Jósika Bornemisza, 1846, Öl auf Leinwand, 125 × 96,5 cm, Ungarisches Nationalmuseum, Budapest